# Nowiny Codzienne (Opole)
Nowiny Codzienne – czasopismo wydawane w Opolu w latach 1911–1920 pod nazwą „Nowiny”, następnie od 1921 do 1939 jako dziennik „Nowiny Codzienne”.
Od 1932 był to organ organizacji Związek Polaków w Niemczech. Po wybuchu II wojny światowej pracownicy gazety zostali uwięzieni przez Niemców w obozie koncentracyjnym w Buchenwaldzie.
W 1946 pismo reaktywowano pod nazwą „Nowiny Opolskie” jako organ organizacji Polski Związek Zachodni. Zaprzestano je wydawać w 1950.